# Tales of Mystery and Imagination (album)
Albums de The Alan Parsons Project
I Robot
(1977)
Singles
1. (The System of) Dr. Tarr and Professor Fether
Sortie : Juillet 1976
2. The Raven
Sortie : septembre 1976
3. To One in Paradise
Sortie : 1976

Tales of Mystery and Imagination est le premier album du groupe rock progressif britannique The Alan Parsons Project. Il est sorti le 2 juillet 1976 et a été produit par Alan Parsons. Le titre se rapporte à la compilation posthume homonyme d'œuvres d'Edgar Allan Poe.

## Historique

### Le projet
C'est Eric Woolfson qui est l'instigateur principal du projet, c'est sa passion pour l'œuvre d'Edgar Allan Poe qui l'amène à proposer à Alan Parsons de le mettre en musique. Ce concept album est basé sur des nouvelles et des poésies de l'auteur américain. On y trouve notamment The Tell-Tale Heart (Le Cœur révélateur), The Fall of the House of Usher (La Chute de la maison Usher), (The system of) Doctor Tarr and Professor Fether (Le Système du docteur Goudron et du professeur Plume) ou The Cask of Amontillado (La Barrique d'amontillado).

### Création et enregistrement
Enregistré et mixé entre juillet 1975 et janvier 1976 principalement aux Abbey Road Studios à Londres et produit par Alan Parsons lui-même, il sortira le 2 juillet 1976. En France il sortira sur le label Disc'AZ, au Royaume-Uni sur Charisma et dans le reste du monde sur 20th Century Records.
Woolfson et Parsons écriront la majorité des titres de l'album à l'exception de la suite ouvrant la seconde face de l'album, The Fall of the House of Usher, qui sera écrite avec Andrew Powell. Le prélude de la suite est une orchestration de l'ouverture de l'opéra inachevé de Claude Debussy, La Chute de la maison Usher. Powell s'occupe des arrangements et dirige l'orchestre et la chorale qui seront enregistrés au Kingsway Hall de Londres.
Pour l'enregistrement de l'album, Alan Parsons se tourne naturellement vers les musiciens de deux groupes qu'il avait produits, Pilot (un groupe écossais formé par deux ex-Bay City Rollers) et Ambrosia (un groupe californien). Au chant, il s'entoure d'Arthur Brown du (Crazy World of Arthur Brown), Terry Sylvester (The Hollies) et de l'acteur Leonard Whiting. En tout, plus de deux cents musiciens joueront sur cet album.
Trois 45 tours seront tirés de cet album, (The System of) Doctor Tarr and Professor Fether qui se classe 37e au Billboard Hot 100 américain , To One In Paradise et The Raven (# 80) .

### Réception
L'album sera classé à la 38e place du Billboard 200 aux États-Unis. Dans les charts britanniques il ne restera classé qu'une semaine à la 56e place. Mais c'est en Allemagne qu'il cartonnera, restant classé 117 semaines et atteignant la 11e place pour être finalement certifié disque de platine en 1979. En France, il se classa à la 6e place et resta 36 semaines dans le classement.

### Réédition
L'album sera réédité une première fois en 1987 dans une version remixée digitalement. La narration d'Orson Welles et des passages de guitares seront ajoutés. Puis il sortira dans sa version Deluxe Edition en juin 2007. Il s'agit d'un double CD comprenant la version originale de 1976, plus celle de 1987 et de nombreux bonus dont la démo d'un titre qui ne paraîtra pas dans l'album, Edgar.

## Liste des titres
- Tous les titres sont signés par Alan Parsons et Eric Woolfson, sauf indication.

### Face 1
| No | Titre                                            | chant                         | Durée |
| -- | ------------------------------------------------ | ----------------------------- | ----- |
| 1. | A Dream Within a Dream                           | Instrumental                  | 3:42  |
| 2. | The Raven                                        | Leonard Whiting, Alan Parsons | 3:58  |
| 3. | The Tell-Tale Heart                              | Arthur Brown                  | 4:35  |
| 4. | The Cask of Amontillado                          | John Miles, Terry Sylvester   | 4:29  |
| 5. | (The System of) Doctor Tarr and Professor Fether | John Miles, Jack Harris       | 4:12  |

### Face 2
| No | Titre | chant           | Durée |
| -- | --- | --------------- | ----- |
| 1. | The Fall of the House of Usher (Parsons, Woolfson, Andrew Powell) - Prelude - 7:02 - Arrival - 2:39 - Intermezzo - 1:00 - Pavane - 4:36 - Fall - 0:51 | Instrumental    | 16:10 |
| 2. | To One in Paradise | Terry Sylvester | 4:21  |

### 2007 Deluxe Edition
Disc 1: pistes 1–11, album original de 1976 plus:
1. The Raven (original demo)
2. Edgar (démo d'un titre inédit)
3. Orson Welles Radio Spot
4. Interview with Alan Parsons and Eric Woolfson (1976)

Disc 2: Tracks 1–11, remix de 1987 de l' album original plus:
1. Eric's Guide Vocal Medley
2. Orson Welles Dialogue
3. Sea Lions in the Departure Lounge (sound effects and experiments)
4. GBH Mix (unreleased experiments)

## Personnel

### Musiciens
- Alan Parsons – Claviers, orgue Hammond, synthétiseurs, Projectron, Vocoder sur "The Raven", guitare acoustique, producteur, ingénieur du son
- Eric Woolfson – Claviers, synthétiseurs, clavecin, chœurs, producteur exécutif
- Andrew Powell – Claviers, arrangements orchestre et chorale
- Billy Lyall – Claviers, piano acoustique, piano électrique Fender Rhodes, flûte, batterie, Xylophone
- Christopher North – Claviers
- Francis Monkman – Claviers, orgue
- Orson Welles – Narration sur « A Dream Within a Dream » (version 1987 seulement) et sur The Fall Of The House Of Usher : Prelude
- Leonard Whiting – Narration sur « A Dream Within a Dream » (version de 2006), chant sur The Raven
- Arthur Brown – Chant sur « The Tell-Tale Heart »
- Terry Sylvester – Chant sur « The Cask of Amontillado » et « To One in Paradise »
- John Miles – Chant sur « The Cask Of Amontillado » et « (The system of) Dr. Tarr and Professor Fether », guitare
- Jack Harris – Chant sur "The system of Dr. Tarr and Professor Feather"
- Kevin Peek – Guitare acoustique
- Laurence Juber – Guitare acoustique
- Ian Bairnson – Guitare acoustique et électrique
- David Pack – Guitare
- David Paton – Guitare acoustique et électrique, basse, chœurs
- Daryl Runswick – Basse, contrebasse sur The Fall of the House of Usher: Pavane
- Joe Puerta – Basse
- Les Hurdle – Basse
- Dennis Clarke - Saxophone, Clarinette
- David Katz – Violon, premier violon, Direction orchestre
- David Snell – Harpe
- Burleigh Drummond – Batterie, percussion
- John Leach – Percussions, cymbalum, kantele, chœurs
- Stuart Tosh – Cymbales, batterie, chœurs, timbales
- The English Chorale – Chœurs
- Bob Howes – Chœurs
- Smokey Parsons – Chœurs
- Jane Powell – Chœurs

### Technique
- Chris Blair – assistant ingénieur du son
- Tony Richards – assistant ingénieur du son
- Tom Trefethen – assistant ingénieur du son
- Pat Stapley – assistant ingénieur du son
- Gordon Parry – ingénieur du son
- Peter Christopherson – photographie
- Aubrey Powell – photographie
- Storm Thorgerson – photographie
- Sam Emerson – photographie
- Hipgnosis – conception de la pochette

## Charts et certifications
| Pays             | Durée du classement | Meilleur classement |
| ---------------- | ------------------- | ------------------- |
| Allemagne        | 133 semaines        | 11e                 |
| Canada           | 5 semaines          | 81e                 |
| États-Unis       | 46 semaines         | 38e                 |
| France           | 36 semaines         | 6e                  |
| Nouvelle-Zélande | 18 semaines         | 7e                  |
| Pays-Bas         | 1 semaine           | 75e                 |
| Royaume-Uni      | 1 semaine           | 56e                 |

| Pays        | Certification | Ventes    | Date       |
| ----------- | ------------- | --------- | ---------- |
| Allemagne   | Platine       | 500 000 + | 1979       |
| Canada      | Platine       | 100 000 + | 01/10/1978 |
| Royaume-Uni | Or            | 60 000 +  | 13/06/1979 |

Charts singles
| Année | Single                                             | Chart           | Durée du classement | Position |
| ----- | -------------------------------------------------- | --------------- | ------------------- | -------- |
| 1976  | "(The System of) Doctor Tarr and Professor Fether" | RPM Top Singles | 5 semaines          | 62e      |
| 1976  | "(The System of) Doctor Tarr and Professor Fether" | Hot 100         | 10 semaines         | 37e      |
| 1976  | "The Raven"                                        | Hot 100         | 4 semaines          | 80e      |